# Coriolanus
Coriolanus è un film del 2011 diretto da Ralph Fiennes, ispirato alla tragedia di William Shakespeare Coriolano.

## Trama
Roma, tempi odierni. I cittadini sono in tumulto, hanno fame, chiedono pane e ascolto. C'è aria di insurrezione popolare imminente. Il generale Caio Marzio disprezza la plebe e non si cura di calpestare le sue richieste, esasperando il malcontento. Intanto i Volsci si avvicinano pericolosamente alla capitale, capitanati da Tullo Aufidio (o Attio Tullio), fiero guerriero e nemico storico di Marzio.
Nella battaglia decisiva presso Corioli, però, è il secondo ad avere la meglio. Roma sta dunque per farlo console, per intercessione della madre e del suo mentore Menenio, ma le sue maniere poco diplomatiche, il rifiuto di ammansire la plebe con la retorica e le trame segrete dei tribuni della plebe, lo trasformano in men che non si dica da eroe in traditore e lo condannano all'esilio. Furioso, Caio Marzio Coriolano giura vendetta e si allea con Aufidio per marciare su Roma e raderla al suolo.

## Produzione
Il copione è preso direttamente dalla tragedia di Shakespeare Coriolanus, mantenendo persino gli arcaismi dell'Inglese cinquecentesco. La peculiarità del film sta nell'ambientazione attuale, con tanto di armi da fuoco, carri armati e telegiornali a sostituire a loro volta, quelli che nella tragedia originale sono i messaggeri. Riprese effettuate in Serbia e a Belgrado, con l'impiego di comparse locali.

## Distribuzione
La pellicola è stata presentata in anteprima al Festival internazionale del cinema di Berlino nel mese di febbraio 2011. La distribuzione nelle sale cinematografiche è attesa per lo stesso anno.
L'11 agosto 2011 è stato distribuito su internet il primo trailer ufficiale del film.
In Italia è uscito nel mercato direct-to-video il 24 settembre 2014 su distribuzione Eagle Pictures.

## Riconoscimenti
- British Independent Film Awards 2011
  - Miglior attrice non protagonista (Vanessa Redgrave)